# Francesc Vallverdú
Francesc Vallverdú Canes (Barcelona, 1 de diciembre de 1935 - ibídem, 12 de junio de 2014) fue un poeta, traductor y sociolingüista español en la lengua catalana.

## Biografía
Se licenció en Derecho por la Universidad de Barcelona y colaboró con las publicaciones Serra d'Or, Nous Horitzons y El País. Su obra poética estuvo en sus inicios comprometida con la lucha política y se ha señalado que en sus primeros pasos destacó su «carácter existencial» y el «uso de la sátira», prestando menos atención a componentes estéticos, como la rima. Interesado en la sociolingüística, además de tratar la cuestión en varios ensayos, fue redactor de Treballs de Sociolingüística y ocupó un tiempo la jefatura de los servicios lingüísticos de la Corporación Catalana de Medios Audiovisuales.  Como traductor, tradujo al catalán obras de Alberto Moravia, Cesare Pavese o Italo Calvino, entre otros.
Cofundador del Grupo Catalan de Sociolingüística, fue miembro del Consjo Social de la Lengua Catalana (órgano asesor en materia lingüística de la Generalidad de Cataluña). Fue miembro de la Asociación Internacional de Lengua y Literatura Catalanas (AILLC), de la Asociación de Escritores en Lengua Catalana (AELC), del Instituto de Estudios Catalanes y del Centro Catalán del PEN Club. En 1986 recibió el Premio Cruz de San Jorge y en 1988 recibió el Premio Bocaccio por la traducción del Decamerón.

## Obras

### Poesía
- Com llances (1961)
- Qui ulls ha (1962)
- Cada paraula, un vidre (1968)
- Somni, insomni (1971)
- Retorn a Bíbilis (1974)
- Poesia, 1956-1976 (1976)
- Regiment de la cosa pública (1983)
- Leviatan i altres poemes (1984)
- Festival amb espills de Ramon Roig (1989)
- Encalçar el vent (1995)
- Temps sense treva (2009) (Obra poética completa)

### Ensayos
- L'escriptor català i el problema de la llengua (1968)
- Sociología y lengua en la literatura catalana (1971)
- Dues llengües: dues funcions? (1970)
- El fet lingüístic com a fet social (1973) (Premio Joan Fuster de ensayo, 1972)
- Aproximació crítica a la sociolingüística catalana (1980)
- La normalització lingüística a Catalunya (1980)
- Elocució i ortologia catalanes (1986)
- L'ús del català. Un futur controvertit (1990)
- Velles i noves qüestions de sociolingüística (1998)
- El català estàndard i els mitjans audiovisuals: escrits elaborats des de la comissió de Normalització Lingüística de TVC (2000)